# Adenosma hirsutum
Adenosma hirsutum är en grobladsväxtart som först beskrevs av Friedrich Anton Wilhelm Miquel, och fick sitt nu gällande namn av Wilhelm Sulpiz Kurz. Adenosma hirsutum ingår i släktet Adenosma och familjen grobladsväxter. Utöver nominatformen finns också underarten A. h. bracteilongiribus.